# Ottica di rinvio

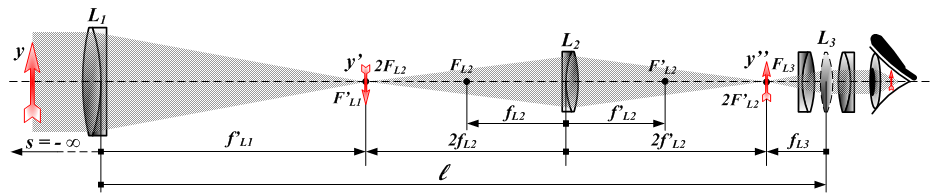
Sezione trasversale del gruppo lenti del relè - Sistema 1

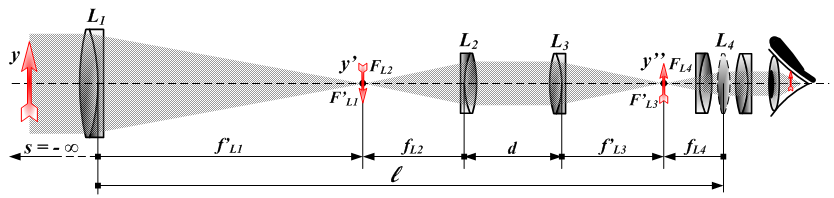
Sezione trasversale del gruppo lenti del relè - Sistema 2

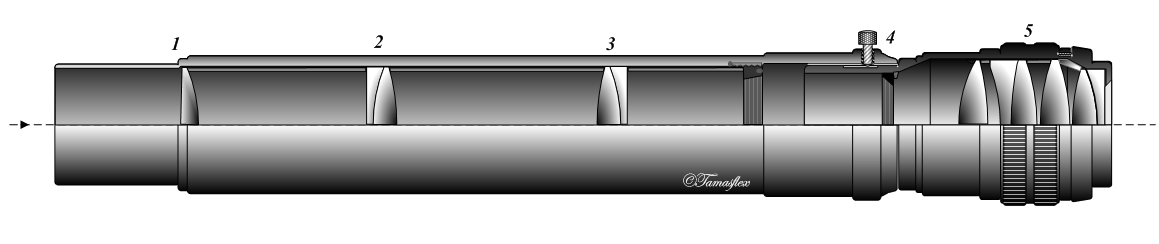
Sistema ottico di raddrizzamento delle immagini per telescopi astronomici (oculare raddrizzatore)

Un'ottica di rinvio – nota anche come relay lens (talvolta indicata come relè in traduzioni letterali) – è una lente, o un gruppo di lenti, che riceve l'immagine proveniente dall'obiettivo e la trasmette all'oculare. Le ottiche di rinvio sono impiegate in telescopi rifrattori, endoscopi e periscopi per manipolare otticamente il percorso della luce, estendere la lunghezza dell'intero sistema ottico e, di norma, invertire l'immagine. Possono essere costituite da una o più lenti convenzionali, da doppietti acromatici, oppure da una lunga lente cilindrica a indice di rifrazione graduale (lente GRIN).
Le ottiche di rinvio funzionano generando piani focali intermedi. Ad esempio, in una fotocamera reflex (SLR), l'obiettivo zoom produce un piano immagine nel punto in cui normalmente si troverebbero il sensore o la pellicola fotografica. Se si colloca un'altra lente con lunghezza focale f alla distanza 2f da quel piano immagine, e si posiziona un sensore a 2f oltre tale lente, quest'ultima trasmetterà l'immagine iniziale al nuovo piano con un ingrandimento 1:1 (si veda la formula della lente sottile secondo cui con una distanza oggetto {\displaystyle s=2f}, la distanza immagine sarà anch'essa {\displaystyle s'=2f} ). Idealmente, la seconda immagine sarà la speculare della prima, permettendo di collocare un sensore in quella posizione per registrarne una copia invertita. Se è necessario coprire una distanza maggiore, questo schema può essere ripetuto. Nella pratica, la lente utilizzata è solitamente un doppietto acromatico.
Nei moderni telescopi ottici e nei mirini telescopici con progettazione a doppio piano focale, l'immagine generata dell'obiettivo è solitamente già capovolta quando raggiunge le ottiche di rinvio, e pertanto deve essere nuovamente ribaltata in un'immagine dritta (cioè "raddrizzata") prima di giungere all'oculare, in modo che l'osservatore veda effettivamente un'immagine corretta e orientata. Il gruppo lenti che fa parte del relè è responsabile di questa seconda inversione e, per questo motivo, talvolta vengono chiamate lenti raddrizzatrici (erector lenses).
Per le applicazioni endoscopiche, dove è preferibile un diametro del tubo ridotto, la maggior parte del tubo è riempita di vetro, con sottili intercapedini d'aria per ottenere superfici ottiche con potere di rifrazione; poiché l’angolo del raggio marginale diminuisce al crescere dell’indice di rifrazione a una data apertura numerica, ciò permette all’ottica di rinvio di avere un’apertura numerica maggiore per un dato diametro. Questi elementi ottici sono noti come lenti a barra di Hopkins (Hopkins rod lenses).
La Karl Storz GmbH ottenne la licenza per il brevetto del relè di Hopkins e introdusse sul mercato gli endoscopi che includevano tali lenti nel 1965. 

## Vedi anche
- Prisma (ad esempio prisma di Porro o prisma a tetto)
- Sistema catadiottrico